# Jakub Piotrowski
Jakub Piotrowski, né le 4 octobre 1997 à Toruń en Pologne, est un footballeur polonais qui évolue au poste de milieu relayeur à l'Udinese Calcio.

## Biographie

### En club
Piotrowski commence sa carrière avec le Wda Świecie en troisième division polonaise. En 2015, il est transféré au Pogoń Szczecin en Ekstraklasa. Lors de la saison 2017-2018, il joue 29 matchs de championnat et marque trois buts. En 2017, il est prêté au Stomil Olsztyn. En 2018, il signe un contrat de trois ans avec le KRC Genk. Ce transfert vers le club belge entre en compte pour la saison 2018-2019.

### En équipe nationale
Le 8 juin 2024, il figure dans la liste des 26 joueurs polonais retenus par Michał Probierz pour participer à l'Euro 2024.

## Palmarès

### En club
KRC Genk
- Championnat de Belgique (1) :
  - Champion en 2019